# Eleições estaduais no Paraná em 2018
As eleições estaduais do Paraná, em 2018, foram realizadas em 07 de outubro, como parte das eleições gerais no Brasil. Os eleitores aptos a votarem elegeram o Governador do Estado e dois Senadores da República, além de 30 deputados federais e 54 deputados estaduais. O candidato Ratinho Júnior (PSD) foi eleito no 1º turno com 59,99% dos votos.

## Candidatos

### Governador(a)
Nota: a tabela a seguir está organizada por ordem alfabética de candidatos.
| Candidato(a)     | Candidato(a)   | Candidato(a) | Último cargo que ocupou                               | Partido e número | Candidato(a) a vice      | Coligação                                                              | Tempo no horário eleitoral |
| ---------------- | -------------- | ------------ | ----------------------------------------------------- | ---------------- | ------------------------ | ---------------------------------------------------------------------- | -------------------------- |
| Cida Borghetti   | Dr. Rosinha    |              | Governadora do Paraná (2018)                          | PP — 11          | Coronel Malucelli (PMN)  | Paraná decide (PP, PSDB, PSB, PTB, DEM, PROS, PMN e PMB)               | 3:02                       |
| Doutor Rosinha   | Dr. Rosinha    |              | Deputado Federal pelo Paraná (1999-2015)              | PT — 13          | Anaterra Viana (PT)      | —                                                                      | 1:12                       |
| Geonísio Marinho |                |              | Diretor de Serviços Especiais de Curitiba (2001-2002) | PRTB — 28        | Paulo Nori (PRTB)        | União pelo Paraná (PRTB e PRP)                                         | 0:09                       |
| Ivan Bernardo    |                |              | —                                                     | PSTU — 16        | Carminha Moreira (PSTU)  | —                                                                      | 0:05                       |
| João Arruda      | João Arruda    |              | Deputado Federal pelo Paraná (2011-2019)              | MDB — 15         | Eliana Cortez (MDB)      | Paraná: emprego, educação e combate a corrupção (MDB, PDT, SD e PCdoB) | 1:51                       |
| Jorge Bernardi   | Jorge Bernardi |              | Vereador de Curitiba (1983-2016)                      | REDE — 18        | Juliano Murbach (PPL)    | Coligação do bem e da verdade para mudar o Paraná (REDE, PPL e DC)     | 0:09                       |
| Priscila Ebara   |                |              | —                                                     | PCO — 29         | Hallyson Coutinho (PCO)  | —                                                                      | 0:05                       |
| Professor Piva   | Piva           |              | —                                                     | PSOL — 50        | Fernanda Camargo (PSOL)  | PSOL e PCB                                                             | 0:10                       |
| Ratinho Júnior   | Ratinho        |              | Deputado Estadual do Paraná (2015-2019)               | PSD — 55         | Darci Piana (PSD)        | Paraná Inovador (PSD, PSC, PRB, PR, PPS, PV, PHS, AVANTE e PODE)       | 2:03                       |
| Ogier Buchi      |                |              | —                                                     | PSL — 17         | Dr. Caxias Ribas (PATRI) | Pátria Brasil (PSL, PATRI e PTC)                                       | 0:10                       |

### Senadores
Foram registrados junto ao Tribunal Regional Eleitoral do Paraná (TRE-PR) as seguintes candidaturas:
Nota: a tabela a seguir está organizada por ordem alfabética de candidatos.
| Candidato(a)        | Candidato(a) | Candidato(a) | Último cargo que ocupou               | Partido e número | Suplentes                                                  | Coligação                                                              |
| ------------------- | ------------ | ------------ | ------------------------------------- | ---------------- | ---------------------------------------------------------- | ---------------------------------------------------------------------- |
| Alex Canziani       | Alex         |              | Deputado Federal (1999-2018)          | PTB — 144        | 1º: Leonardo Leão (PTB) 2º: Walter Petruzziello (DEM)      | Paraná decide (PP, PSDB, PSB, PTB, DEM, PROS, PMN e PMB)               |
| Beto Richa          | Alex         |              | Governador do Paraná (2011-2018)      | PSDB — 456       | 1º: Nelson Padovani (PSDB) 2º: Maria Iraclézia (DEM)       | Paraná decide (PP, PSDB, PSB, PTB, DEM, PROS, PMN e PMB)               |
| Luiz Adão           |              |              | —                                     | DC — 277         | 1º: Luzia Noriler (DC) 2º: Osmar Galvão (DC)               | Coligação do bem e da verdade para mudar o Paraná (REDE, PPL e DC)     |
| Flávio Arns         | Flávio       |              | Vice-Governador do Paraná (2011-2014) | REDE — 181       | 1º: Vilson Basso (REDE) 2º: Flávio Vicente (REDE)          | Coligação do bem e da verdade para mudar o Paraná (REDE, PPL e DC)     |
| Gilson Mezarobba    |              |              | —                                     | PCO — 290        | 1º: José Carlos Telles 2º: Antonio Guariza                 | —                                                                      |
| Jacque Parmegiani   |              |              | —                                     | PSOL — 500       | 1º: José Odenir (PSOL) 2º: Sérgio Ferreira (PSOL)          | PSOL e PCB                                                             |
| Mirian Gonçalves    | Mirian       |              | Vice-Prefeita de Curitiba (2013-2016) | PT — 131         | 1º: Wilson Ramos Filho 2º: Joãozinho Santana               | —                                                                      |
| Nelton Friedrich    | Nelton       |              | Deputado Federal (1986-1991)          | PDT — 123        | 1º: Tito Zeglin (PDT) 2º: Laurentino Borsa (PDT)           | Paraná: emprego, educação e combate a corrupção (MDB, PDT, SD e PCdoB) |
| Oriovisto Guimarães |              |              | —                                     | PODE — 191       | 1º: Paulo Salamuni (PV) 2º: Plinio Destro (PSC)            | Paraná Inovador (PSD, PSC, PRB, PR, PPS, PV, PHS, AVANTE e PODE)       |
| Roberto Requião     | Requião      |              | Senador pelo Paraná (2011-2019)       | MDB — 151        | 1º: Luiz Fernando Delazari (MDB) 2º: Irondi Pugliesi (MDB) | Paraná: emprego, educação e combate a corrupção (MDB, PDT, SD e PCdoB) |
| Rodrigo Reis        |              |              | —                                     | PRTB — 283       | 1º: Rafaela Pilagallo (PRTB) 2º: Celso Tenani(PRTB)        | Unidos pelo Paraná (PRTB e PRP)                                        |
| Rodrigo Tomazini    |              |              | —                                     | PSOL — 505       | 1º: Augusto Lima (PSOL) 2º: Alessandra Manhães (PSOL)      | PSOL e PCB                                                             |
| Roselaine Ferreira  |              |              | —                                     | PATRI — 510      | 1º: Maria Izabel Mendes (PATRI) 2º: Rosi Conradi (PATRI)   | Pátria Brasil (PSL, PATRI e PTC)                                       |
| Zé Boni             |              |              | —                                     | PRTB — 288       | 1º: Geonisio Marinho Jr. (PRTB) 2º: Jauri Prestes (PRTB)   | Unidos pelo Paraná (PRTB e PRP)                                        |

NOTA: O candidato Beto Richa foi preso em 11/09/2018 durante a Operação Piloto, um dos desdobramentos da Lava Jato.

## Resultados
| Candidato(a)            | Vice                     | 1º turno 7 de outubro de 2018 | 1º turno 7 de outubro de 2018 |
| Candidato(a)            | Vice                     | Total                         | Percentagem                   |
| ----------------------- | ------------------------ | ----------------------------- | ----------------------------- |
| Ratinho Júnior (PSD)    | Darci Piana (PR)         | 3 210 712                     | 59,99%                        |
| Cida Borghetti (PP)     | Coronel Malucelli (PMN)  | 831 361                       | 15,53%                        |
| João Arruda (MDB)       | Eliana Cortez (MDB)      | 705 976                       | 13,19%                        |
| Florisvaldo Fier (PT)   | Anaterra Viana (PT)      | 463 494                       | 8,66%                         |
| Professor Piva (PSOL)   | Fernanda Camargo (PSOL)  | 58 533                        | 1,09%                         |
| Jorge Bernardi (REDE)   | Juliano Murbach (PPL)    | 53 566                        | 1%                            |
| Geonísio Marinho (PRTB) | Paulo Nori (PRTB)        | 18 021                        | 0,34%                         |
| Ivan Bernardo (PSTU)    | Carminha Moreira (PSTU)  | 6 256                         | 0,12%                         |
| Priscila Ebara (PCO)    | Hallyson Coutinho (PCO)  | 4 103                         | 0,08%                         |
| Ogier Buchi (PSL)       | Dr. Caxias Ribas (PATRI) | 0                             | 0%                            |
| Total de votos válidos  | Total de votos válidos   | 5 352 022                     | 80,88%                        |
| Votos em branco         | Votos em branco          | 366 334                       | 5,54%                         |
| Votos nulos             | Votos nulos              | 898 545                       | 13,58%                        |
| Total                   | Total                    | 6 616 901                     | 83,04%                        |
| Abstenções              | Abstenções               | 1 351 508                     | 16,96%                        |
| Total de inscritos      | Total de inscritos       | 7 968 409                     | 100%                          |

| Partido | Partido | Candidato      | Votos     | Votos (%) |
| ------- | ------- | -------------- | --------- | --------- |
|         | PSD     | Ratinho Jr     | 3 210 712 | 59,99%    |
|         | PP      | Cida Borghetti | 831 361   | 15,53%    |
|         | MDB     | João Arruda    | 705 976   | 13,19%    |
|         | PT      | Dr.Rosinha     | 463 494   | 8,66%     |
|         | PSOL    | Professor Piva | 58 533    | 1,09%     |
|         | REDE    | Jorge Bernardi | 53 566    | 1%        |
|         | PRTB    | Marinho        | 18 021    | 0,34%     |
|         | PSTU    | Ivan Bernardo  | 6 256     | 0,12%     |
|         | PCO     | Priscila Ebara | 4 103     | 0,08%     |
|         | PSL     | Ogier Buchi    | 0         | 0%        |
| Totais  | Totais  | Totais         | 5 352 022 |           |
| Fonte:  |         |                |           |           |

### Senadores
| Candidato(a)               | Suplentes                                                  | Resultado 7 de outubro de 2018 | Resultado 7 de outubro de 2018 |
| Candidato(a)               | Suplentes                                                  | Total                          | Percentagem                    |
| -------------------------- | ---------------------------------------------------------- | ------------------------------ | ------------------------------ |
| Oriovisto Guimarães (PODE) | 1º: Paulo Salamuni (PV) 2º: Plinio Destro (PSC)            | 2 957 239                      | 29,17%                         |
| Flávio Arns (REDE)         | 1º: Vilson Basso (REDE) 2º: Flávio Vicente (REDE)          | 2 331 740                      | 23,00%                         |
| Roberto Requião (MDB)      | 1º: Luiz Fernando Delazari (MDB) 2º: Irondi Pugliesi (MDB) | 1 528 291                      | 15,08%                         |
| Alex Canziani (PTB)        | 1º: Leonardo Leão (PTB) 2º: Walter Petruzziello (DEM)      | 1 304 719                      | 12,87%                         |
| Mirian Gonçalves (PT)      | 1º: Wilson Ramos Filho (PT) 2º: Joãozinho Santana (PT)     | 599 953                        | 5,92%                          |
| Beto Richa (PSDB)          | 1º: Nelson Padovani (PSDB) 2º: Maria Iraclézia (DEM)       | 377 872                        | 3,73%                          |
| Nelton Friedrich (PDT)     | 1º: Tito Zeglin (PDT) 2º: Laurentino Borsa (PDT)           | 269 254                        | 2,66%                          |
| Zé Boni (PRTB)             | 1º: Geonisio Marinho Jr. (PRTB) 2º: Jauri Prestes (PRTB)   | 264 518                        | 2,61%                          |
| Rodrigo Reis (PRTB)        | 1º: Rafaela Pilagallo (PRTB) 2º: Celso Tenani (PRTB)       | 243 353                        | 2,40%                          |
| Luiz Adão (DC)             | 1º: Luzia Noriler (DC) 2º: Osmar Galvão (DC)               | 87 438                         | 0,86%                          |
| Jacque Parmigiani (PSOL)   | 1º: José Odenir (PSOL) 2º: Sérgio Ferreira (PSOL)          | 77 450                         | 0,76%                          |
| Roselaine Ferreira (PATRI) | 1º: Maria Izabel Mendes (PATRI) 2º: Rosi Conradi (PATRI)   | 49 307                         | 0,48%                          |
| Rodrigo Tomazini (PSOL)    | 1º: Augusto Lima (PSOL) 2º: Alessandra Manhães (PSOL)      | 35 233                         | 0,35%                          |
| Gilson Mezarobba (PCO)     | 1º: José Carlos Telles (PCO) 2º: Antonio Guariza (PCO)     | 10 840                         | 0,11%                          |
| Total de votos válidos     | Total de votos válidos                                     | 10 136 937                     | 76,60%                         |
| Votos em branco            | Votos em branco                                            | 1 248 770                      | 9,44%                          |
| Votos nulos                | Votos nulos                                                | 1 848 095                      | 13,96%                         |
| Total de votos             | Total de votos                                             | 13 233 802                     | 83,04%                         |
| Abstenções                 | Abstenções                                                 | 1 351 508[A]                   | 16,96%                         |
| Total de inscritos         | Total de inscritos                                         | 7 968 409                      | 100%                           |

| Partido | Partido | Candidato           | Votos      | Votos (%) |
| ------- | ------- | ------------------- | ---------- | --------- |
|         | PODE    | Oriovisto Guimarães | 2 957 239  | 29,17%    |
|         | REDE    | Flávio Arns         | 2 331 740  | 23%       |
|         | MDB     | Roberto Requião     | 1 528 291  | 15,08%    |
|         | PTB     | Alex Canziani       | 1 304 719  | 12,87%    |
|         | PT      | Mirian Gonçalves    | 599 953    | 5,92%     |
|         | PSDB    | Beto Richa          | 377 872    | 3,73%     |
|         | PDT     | Nelton Friedrich    | 269 254    | 2,66%     |
|         | PRTB    | Zé Boni             | 264 518    | 2,61%     |
|         | PRTB    | Rodrigo Reis        | 243 353    | 2,4%      |
|         | DC      | Luiz Adão           | 87 438     | 0,86%     |
|         | PSOL    | Jacque Parmigiani   | 77 450     | 0,76%     |
|         | PATRI   | Roselaine Barroso   | 49 037     | 0,48%     |
|         | PSOL    | Rodrigo Tomazini    | 35 233     | 0,35%     |
|         | PCO     | Gilson Mezarobba    | 10 840     | 0,11%     |
| Totais  | Totais  | Totais              | 10 136 937 |           |
| Fonte:  |         |                     |            |           |

[A] - O número de abstenções corresponde à quantidade de eleitores faltantes. O número de votos não efetuados devido às abstenções é o dobro do valor indicado, já que cada eleitor dispunha de dois votos para o cargo de Senador.

### Deputados federais
|          |                                          | Bancada Federal do Paraná | Bancada Federal do Paraná | Bancada Federal do Paraná | Bancada Federal do Paraná | Bancada Federal do Paraná |
| Partidos | Partidos                                 | Câmara                    | Câmara                    | Câmara                    | Câmara                    | Câmara                    |
| Partidos | Partidos                                 | Votos                     | % de votos                | Assentos                  | % de assentos             | +/–                       |
| -------- | ---------------------------------------- | ------------------------- | ------------------------- | ------------------------- | ------------------------- | ------------------------- |
| PSD      | Partido Social Democrático               | 937.446                   | 16,35%                    | 4                         | 13.33%                    | +3                        |
| PSL      | Partido Social Liberal                   | 586.270                   | 10,23%                    | 3                         | 10.00%                    | +2                        |
| PT       | Partido dos Trabalhadores                | 501.524                   | 8,75%                     | 3                         | 10.00%                    | -1                        |
| PP       | Progressistas                            | 351.575                   | 6,13%                     | 2                         | 6.66%                     | -2                        |
| PSB      | Partido Socialista Brasileiro            | 306.505                   | 5,35%                     | 2                         | 6.66%                     | =                         |
| MDB      | Movimento Democrático Brasileiro         | 302.941                   | 5,29%                     | 2                         | 6.66%                     | -2                        |
| PR       | Partido da República                     | 301.458                   | 5,26%                     | 3                         | 10.00%                    | +1                        |
| PRB      | Partido Republicano Brasileiro           | 282.068                   | 4,92%                     | 2                         | 6.66%                     | +2                        |
| PV       | Partido Verde                            | 275.211                   | 4,80%                     | 1                         | 3.33%                     | =                         |
| PSDB     | Partido da Social Democracia Brasileira  | 209.819                   | 3,66%                     | 0                         | -                         | -3                        |
| PDT      | Partido Democrático Trabalhista          | 208.055                   | 3,63%                     | 1                         | 3.33%                     | +1                        |
| PSC      | Partido Social Cristão                   | 196.590                   | 3,43%                     | 1                         | 3.33%                     | -1                        |
| PODE     | Podemos                                  | 183.485                   | 3,20%                     | 1                         | 3.33%                     | +1                        |
| PROS     | Partido Republicano da Ordem Social      | 172.093                   | 3,00%                     | 2                         | 6.66%                     | +2                        |
| NOVO     | Partido Novo                             | 145.637                   | 2,54%                     | 0                         | -                         | 0                         |
| DEM      | Democratas                               | 144.392                   | 2,52%                     | 1                         | 3.33%                     | +1                        |
| PTB      | Partido Trabalhista Brasileiro           | 100.586                   | 1,75%                     | 1                         | 3.33%                     | =                         |
| PPS      | Partido Popular Socialista               | 92.685                    | 1,62%                     | 1                         | 3.33%                     | -1                        |
| PHS      | Partido Humanista da Solidariedade       | 85.967                    | 1,50%                     | 0                         | -                         | -1                        |
| SD       | Solidariedade                            | 68.398                    | 1,19%                     | 0                         | -                         | -1                        |
| PPL      | Partido Pátria Livre                     | 63.165                    | 1,10%                     | 0                         | -                         | =                         |
| PMN      | Partido da Mobilização Nacional          | 38.549                    | 0,67%                     | 0                         | -                         | =                         |
| PRTB     | Partido Renovador Trabalhista Brasileiro | 36.590                    | 0,64%                     | 0                         | -                         | =                         |
| AVANTE   | Avante                                   | 34.620                    | 0,60%                     | 0                         | -                         | =                         |
| PSOL     | Partido Socialismo e Liberdade           | 33.769                    | 0,59%                     | 0                         | -                         | =                         |
| REDE     | Rede Sustentabilidade                    | 21.578                    | 0,38%                     | 0                         | -                         | =                         |
| PCdoB    | Partido Comunista do Brasil              | 16.582                    | 0,29%                     | 0                         | -                         | -1                        |
| PTC      | Partido Trabalhista Cristão              | 9.465                     | 0,17%                     | 0                         | -                         | =                         |
| PRP      | Partido Republicano Progressista         | 8.135                     | 0,14%                     | 0                         | -                         | =                         |
| PATRI    | Patriota                                 | 7.384                     | 0,13%                     | 0                         | -                         | =                         |
| DC       | Democracia Cristã                        | 5.162                     | 0,09%                     | 0                         | -                         | =                         |
| PMB      | Partido da Mulher Brasileira             | 2.220                     | 0,04%                     | 0                         | -                         | =                         |
| PCB      | Partido Comunista Brasileiro             | 1.566                     | 0,03%                     | 0                         | -                         | =                         |
| PCO      | Partido da Causa Operária                | 432                       | 0,01%                     | 0                         | -                         | =                         |
|          | TOTAL (votos válidos)                    | 5.731.922                 | 86,63%                    | 30                        | 100,00%                   |                           |
|          | Votos brancos e nulos                    | 884.979                   | 13,37%                    | -                         | -                         | -                         |

| Nome                    | Partido | Votação | Percentual |
| Sargento Fahur          | PSD     | 314.963 | 5,49%      |
| Felipe Francischini     | PSL     | 241.537 | 4,21%      |
| Gleisi Hoffmann         | PT      | 212.513 | 3,71%      |
| Luizão Goularte         | PRB     | 141.730 | 2,47%      |
| Sandro Alex             | PSD     | 124.512 | 2,17%      |
| Leandre dal Ponte       | PV      | 123.958 | 2,16%      |
| Paulo Eduardo Martins   | PSC     | 118.754 | 2,07%      |
| Gustavo Fruet           | PDT     | 113.252 | 1,98%      |
| Fernando Giacobo        | PR      | 111.384 | 1,94%      |
| Hermes Frangão          | MDB     | 110.717 | 1,93%      |
| Christiane Yared        | PR      | 107.636 | 1,88%      |
| Diego Garcia            | PODE    | 103.154 | 1,80%      |
| Luciano Ducci           | PSB     | 98.214  | 1,71%      |
| Aliel Machado           | PSB     | 95.386  | 1,66%      |
| Sergio Souza            | MDB     | 94.077  | 1,64%      |
| Ney Leprevost           | PSD     | 92.399  | 1,61%      |
| Pedro Lupion            | DEM     | 92.300  | 1,61%      |
| Luisa Canziani          | PTB     | 90.249  | 1,57%      |
| Boca Aberta             | PROS    | 90.158  | 1,57%      |
| Ricardo Barros          | PP      | 80.025  | 1,40%      |
| Zeca Dirceu             | PT      | 77.306  | 1,35%      |
| Rubens Bueno            | PPS     | 76.471  | 1,33%      |
| José Carlos Schiavinato | PP      | 75.540  | 1,32%      |
| Filipe Barros           | PSL     | 75.326  | 1,31%      |
| Luiz Nishimori          | PR      | 73.344  | 1,28%      |
| Toninho Wandscheer      | PROS    | 72.475  | 1,26%      |
| Vermelho                | PSD     | 70.001  | 1,22%      |
| Enio Verri              | PT      | 62.169  | 1,08%      |
| Aroldo Martins          | PRB     | 52.572  | 0,92%      |
| Aline Sleutjes          | PSL     | 33.628  | 0,59%      |

### Deputados estaduais
| Candidato(a) 1º a 14º eleitos com mais votos | Resultado 7 de outubro de 2018 | Resultado 7 de outubro de 2018 | Candidato(a) 15º a 28º eleitos com mais votos | Resultado 7 de outubro de 2018 | Resultado 7 de outubro de 2018 | Candidato(a) 29º a 42º eleitos com mais votos | Resultado 7 de outubro de 2018 | Resultado 7 de outubro de 2018 | Candidato(a) 43º a 54º eleitos com mais votos | Resultado 7 de outubro de 2018 | Resultado 7 de outubro de 2018 |
| Candidato(a) 1º a 14º eleitos com mais votos | Total                          | Percentagem                    | Candidato(a) 15º a 28º eleitos com mais votos | Total                          | Percentagem                    | Candidato(a) 29º a 42º eleitos com mais votos | Total                          | Percentagem                    | Candidato(a) 43º a 54º eleitos com mais votos | Total                          | Percentagem                    |
| -------------------------------------------- | ------------------------------ | ------------------------------ | --------------------------------------------- | ------------------------------ | ------------------------------ | --------------------------------------------- | ------------------------------ | ------------------------------ | --------------------------------------------- | ------------------------------ | ------------------------------ |
| Delegado Francischini (PSL)                  | 427 749                        | 7,51%                          | Artagão Junior (PSB)                          | 57 385                         | 1,01%                          | Homero Marchese (PROS)                        | 42 154                         | 0,74%                          | Soldado Fruet (PROS)                          | 35 231                         | 0,62%                          |
| Alexandre Curi (PSB)                         | 147 565                        | 2,59%                          | Tião Medeiros (PTB)                           | 54 276                         | 0,95%                          | Jonas Guimarães (PSB)                         | 41 919                         | 0,74%                          | Mabel Canto (PSC)                             | 35 036                         | 0,62%                          |
| Professor Lemos (PT)                         | 84 892                         | 1,49%                          | Michele Caputo (PSDB)                         | 51 246                         | 0,90%                          | Douglas Fabrício (PPS)                        | 40 763                         | 0,72%                          | Soldado Adriano José (PV)                     | 33 757                         | 0,59%                          |
| Requião Filho (MDB)                          | 82 652                         | 1,45%                          | Maria Victoria (PP)                           | 50 414                         | 0,88%                          | Mauro Moraes (PSD)                            | 39 576                         | 0,69%                          | Luiz Fernando Guerra (PSL)                    | 32 216                         | 0,57%                          |
| Tiago Amaral (PSB)                           | 79 455                         | 1,39%                          | Alexandre Amaro (PRB)                         | 49 565                         | 0,87%                          | Boca Aberta Junior (PRTB)                     | 39 495                         | 0,69%                          | Dr. Batista (PMN)                             | 31 315                         | 0,55%                          |
| Romanelli (PSB)                              | 73 383                         | 1,29%                          | Cristina Silvestri (PPS)                      | 48 805                         | 0,86%                          | Marcio Pacheco (PPL)                          | 39 323                         | 0,69%                          | Luciana Rafagnin (PT)                         | 30 931                         | 0,54%                          |
| Tadeu Veneri (PT)                            | 69 320                         | 1,22%                          | Cobra Repórter (PSD)                          | 46 983                         | 0,82%                          | Francisco Bührer (PSD)                        | 38 873                         | 0,68%                          | Nelson Luersen (PDT)                          | 28 877                         | 0,51%                          |
| Guto Silva (PSD)                             | 66 412                         | 1,17%                          | Anibelli Neto (MDB)                           | 46 713                         | 0,82%                          | Nelson Justus (DEM)                           | 38 349                         | 0,67%                          | Missionário Ricardo Arruda (PSL)              | 27 574                         | 0,48%                          |
| Evandro Araújo (PSC)                         | 64 767                         | 1,14%                          | Gilson de Souza (PSC)                         | 46 116                         | 0,81%                          | Goura (PDT)                                   | 37 366                         | 0,66%                          | Galo (PODE)                                   | 26 210                         | 0,46%                          |
| Paulo Litro (PSDB)                           | 61 791                         | 1,08%                          | Tercílio Turini (PPS)                         | 46 106                         | 0,81%                          | Delegado Fernando (PSL)                       | 36 937                         | 0,65%                          | Do Carmo (PSL)                                | 17 695                         | 0,31%                          |
| Delegado Jacovós (PR)                        | 61 310                         | 1,08%                          | Luiz Carlos Martins (PP)                      | 44 001                         | 0,77%                          | Arilson Maroldi Chiorato (PT)                 | 36 494                         | 0,64%                          | Emerson Bacil (PSL)                           | 17 626                         | 0,31%                          |
| Gilberto Ribeiro (PP)                        | 60 540                         | 1,06%                          | Traiano (PSDB)                                | 43 601                         | 0,77%                          | Plauto (DEM)                                  | 36 332                         | 0,64%                          | Subtenente Everton (PSL)                      | 13 047                         | 0,23%                          |
| Marcio Nunes (PSD)                           | 59 192                         | 1,04%                          | Marcel Micheletto (PR)                        | 43 177                         | 0,76%                          | Reichembach (PSC)                             | 35 751                         | 0,63%                          | Candidatos eleitos                            | 2 937 042                      | 51,56%                         |
| Coronel Lee (PSL)                            | 58 343                         | 1,02%                          | Estacho(PV)                                   | 43 088                         | 0,76%                          | Delegado Recalcatti (PSD)                     | 35 348                         | 0,62%                          | Demais candidatos                             | 2 759 473                      | 48,44%                         |
| Total de votos válidos                       | Total de votos válidos         | Total de votos válidos         | Total de votos válidos                        | 5 696 515                      | 86,09%                         |                                               |                                |                                |                                               |                                |                                |
| Votos em branco                              | Votos em branco                | Votos em branco                | Votos em branco                               | 448 289                        | 6,77%                          |                                               |                                |                                |                                               |                                |                                |
| Votos nulos                                  | Votos nulos                    | Votos nulos                    | Votos nulos                                   | 472 097                        | 7,13%                          |                                               |                                |                                |                                               |                                |                                |
| Total                                        | Total                          | Total                          | Total                                         | 6 616 901                      | 83,04%                         |                                               |                                |                                |                                               |                                |                                |
| Abstenções                                   | Abstenções                     | Abstenções                     | Abstenções                                    | 1 351 508                      | 16,96%                         |                                               |                                |                                |                                               |                                |                                |
| Total de inscritos                           | Total de inscritos             | Total de inscritos             | Total de inscritos                            | 7 968 409                      | 100%                           |                                               |                                |                                |                                               |                                |                                |

## Pesquisas de opinião

### Governo do Estado
Primeiro turno
| Divulgação | Instituto     | Margem de erro | Candidato(a)  | Candidato(a) | Candidato(a) | Candidato(a) | Candidato(a)    | Candidato(a) | Candidato(a) | Candidato(a)   | Candidato(a) | Candidato(a)    | Branco / Nulo | NS / NR |
| Divulgação | Instituto     | Margem de erro | Ratinho (PSD) | Cida (PP)    | Arruda (MDB) | Rosinha (PT) | Bernardi (REDE) | Piva (PSOL)  | Buchi (PSL)  | Priscila (PCO) | Ivan (PSTU)  | Geonísio (PRTB) | Branco / Nulo | NS / NR |
| ---------- | ------------- | -------------- | ------------- | ------------ | ------------ | ------------ | --------------- | ------------ | ------------ | -------------- | ------------ | --------------- | ------------- | ------- |
| 15/08/2018 | IRG Pesquisas | ±3%            | 45%           | 20%          | 7%           | 4%           | 2%              | 2%           | 1,5%         | 0,3%           | 0,2%         | 0,1%            | 11%           | 6%      |
| 22/08/2018 | Ibope         | ±3%            | 33%           | 15%          | 5%           | 3%           | 1%              | 2%           | 1%           | 1%             | 1%           | 0%              | 22%           | 15%     |
| 04/09/2018 | Ibope         | ±3%            | 42%           | 13%          | 6%           | 4%           | 1%              | 1%           | 1%           | 1%             | 1%           | 0%              | 16%           | 14%     |
| 19/09/2018 | Radar         | ±3%            | 40%           | 17%          | 7%           | 4%           | 0,7%            | 0,7%         | 0,7%         | 0,3%           | 0,8%         | 0,2%            | 11%           | 16%     |
| 27/09/2018 | Ibope         | ±3%            | 44%           | 17%          | 10%          | 6%           | 1%              | 1%           | 2%           | 1%             | 1%           | 0%              | 9%            | 9%      |
| 06/10/2018 | Ibope         | ±3%            | 50%           | 16%          | 12%          | 5%           | 0%              | 1%           | 2%           | 1%             | 0%           | 0%              | 6%            | 6%      |

### Senador
| Divulgação | Instituto | Margem de erro | Candidato(a)  | Candidato(a) | Candidato(a) | Candidato(a)   | Candidato(a)  | Candidato(a) | Candidato(a) | Candidato(a)     | Candidato(a) | Branco / Nulo | NS / NR |
| Divulgação | Instituto | Margem de erro | Requião (MDB) | Richa (PSDB) | Arns (REDE)  | Canziani (PTB) | Pickler (PSL) | Mirian (PT)  | Nelton (PDT) | Oriovisto (PODE) | Outros       | Branco / Nulo | NS / NR |
| ---------- | --------- | -------------- | ------------- | ------------ | ------------ | -------------- | ------------- | ------------ | ------------ | ---------------- | ------------ | ------------- | ------- |
| 22/08/2018 | Ibope     | ±3%            | 40%           | 30%          | 17%          | 9%             | —             | 4%           | 1%           | 3%               | 13%[A]       | 44%           | 39%     |
| 04/09/2018 | Ibope     | ±3%            | 43%           | 28%          | 17%          | 11%            | 4%            | 3%           | 3%           | 3%               | 13%[B]       | 43%           | 31%     |
| 19/09/2018 | Radar     | ±3%            | 31%           | 13%          | 16%          | 13%            | —             | 4%           | 2%           | 9%               | 9,9%[C]      | 21%           | 76%     |
| 27/09/2018 | Ibope     | ±3%            | 39%           | 17%          | 16%          | 14%            | —             | 7%           | 3%           | 15%              | 12%          | 32%           | 44%     |
| 06/10/2018 | Ibope     | ±3%            | 26%           | 14%          | 14%          | 13%            | —             | 8%           | 2%           | 16%              | 10%          | 29%           | 27%     |

[A] - Outros sete candidatos foram citados por pelo menos 1% dos entrevistados: Rodrigo Reis (PRTB) 3%, Rodrigo Tomazini (PSOL) 3%, Luiz Adão (DC) 2%, Zé Boni (PRTB) 2%, Gilson Mezarobba (PCO) 1%, Jacque Parmegiani (PSOL) 1% e Roselaine Ferreira (PATRI) 1%.

[B] - Outros sete candidatos foram citados por pelo menos 1% dos entrevistados: Rodrigo Reis (PRTB) 3%, Rodrigo Tomazini (PSOL) 3%, Zé Boni (PRTB) 2%, Roselaine Ferreira (PATRI) 2%, Luiz Adão (DC) 1%, Jacque Parmegiani (PSOL) 1% e Gilson Mezarobba (PCO) 1%.

[C] - Outros sete candidatos foram citados por pelo menos 1% dos entrevistados: Rodrigo Reis (PRTB) 2%, Rodrigo Tomazini (PSOL) 2%, Roselaine Ferreira (PATRI) 2%, Zé Boni (PRTB) 1%, Jacque Parmegiani (PSOL) 1%, Gilson Mezarobba (PCO) 1% e Luiz Adão (DC) 0,9%.

## Debates
| Data           | Organizadores | Ratinho (PSD) | Cida (PP) | Arruda (MDB) | Rosinha (PT) | Piva (PSOL) | Buchi (PSL) | Bernardi (REDE) | Priscila (PCO) | Ivan (PSTU)   | Geonísio (PRTB) |
| -------------- | ------------- | ------------- | --------- | ------------ | ------------ | ----------- | ----------- | --------------- | -------------- | ------------- | --------------- |
| 16 de agosto   | Band Paraná   | Presente      | Presente  | Presente     | Presente     | Presente    | Presente    | Não convidado   | Não convidado  | Não convidado | Não convidado   |
| 28 de setembro | RIC TV Record | Presente      | Presente  | Presente     | Presente     | Presente    | Impedido    | Não convidado   | Não convidado  | Não convidado | Não convidado   |
| 02 de outubro  | RPC TV        | Presente      | Presente  | Presente     | Presente     | Presente    | Presente    | Não convidado   | Não convidado  | Não convidado | Não convidado   |

NOTA: Ogier Buchi (PSL) também participaria do debate na RIC, mas acabou barrado pela emissora, que, cerca de uma hora antes do programa, recebeu uma decisão liminar do Tribunal Regional Eleitoral do Paraná (TRE) impedindo que o candidato continue a campanha. Ele teve a candidatura impugnada pelo TRE, por solicitação da própria coligação, que desistiu de concorrer ao governo, mas ainda tenta recurso no Tribunal Superior Eleitoral (TSE).